# Le Début des affaires glorieuses
Série
La Jeunesse de Pierre le Grand
(1980)
Pour plus de détails, voir Fiche technique et Distribution.
Le Début des affaires glorieuses (В начале славных дел, V natchale slavnych del) est un film soviéto-est-allemand réalisé par Sergueï Guerassimov, sorti en 1981. C'est la suite de La Jeunesse de Pierre le Grand, adaptation du roman éponyme de Alexis Nikolaïevitch Tolstoï.

## Fiche technique
- Titre français : Le Début des affaires glorieuses[1]
- Titre original : В начале славных дел (V natchale slavnykh del)
- Réalisation : Sergueï Guerassimov
- Scénario : Sergueï Guerassimov, Youri Kavtaradze
- Photographie : Sergueï Filippov, Horst Hardt
- Musique : Vladimir Martynov
- Pays de production : URSS
- Format : Couleurs - 35 mm - Mono
- Genre : historique et biopic
- Durée : 138 minutes
- Date de sortie : 1981

## Distribution
- Dmitri Zolotoukhine : Pierre Ier le Grand
- Tamara Makarova : Natalia Narychkina
- Natalia Bondartchouk : Sophie Alexeïevna
- Nikolaï Eremenko : Alexandre Menchikov
- Mikhaïl Nojkine : Boris Golitsyne
- Peter Reusse : François Le Fort
- Ulrike Mai : Anna Mons
- Roman Filippov : prince Fédor Iouriévitch Romodanovski
- Youri Moroz : Brovkine
- Vladimir Kachpour : Ovdokime
- Aleksandr Beliavski : Lev Narychkine
- Nikolaï Grinko : vieux Nektari
- Boris Khmelnitsky : Kouzma
- Ivan Lapikov : forgeron
- Piotr Glebov : tzigane
- Stepan Krylov : malvoyant